# White Pride
White Pride, egentlig Ultra White Pride, er en højreekstremistisk og nynazistisk hooligangruppering, der støtter det aarhusianske fodboldhold AGF. Gruppen består ifølge politiet af 25 egentlige medlemmer samt ca. 20 løst tilknyttede mænd. Der er modstridende påstande omkring antallet af medlemmer i White Pride.
Siden starten i 1994 har White Pride været en erklæret højreorienteret gruppe, og flere af dens medlemmer har været involveret i overfald på andre fodboldfans, udlændinge og venstrefløjsaktivister. Inderkredsen har været aktiv i Dansk Folkepartis Ungdom, som de imidlertid er blevet ekskluderet fra, ligesom flere har været tilknyttet Dansk Front. White Pride har flere gange inviteret udenlandske hooligans på besøg, bl.a. fra den erklærede voldelige engelske nynazistiske gruppe Combat 18.
Den primære aktivitet for gruppen er AGF's kampe. Som optakt til kampen samles White Pride på flere restauranter i Aarhus, hvoraf et par stykker er egentlige faste tilholdssteder. Inden kampen arrangerer White Pride ofte et slagsmål med modstanderholdets hooligans. Som regel ses White Pride i mindre grupper på stadion, men det afhænger af kampenes geografiske placering.
Aarhus Politi har lavet en opgørelse af den kriminalitet, der er begået af de 25 mest aktive medlemmer af White Pride. Det drejer sig om sigtelser for vold og lignende, hvoraf 3 knytter sig til en fodboldkamp i Aarhus, 33 sigtelser for overtrædelse af politivedtægten, hvoraf 4 knytter sig til en fodboldkamp i Aarhus, 5 sigtelser for overtrædelse af restaurationsloven, 2 sigtelser for overtrædelse af våbenloven og 1 sigtelse for hærværk. Derudover har alle været impliceret i gadeuorden og slagsmål.
I 2004 førte en artikelserie i Århus Stiftstidende om det nynazistiske miljø i byen til, at flere af avisens journalister blev truet på livet på White Prides hjemmeside.[kilde mangler]
På internettet optræder White Pride udelukkende på lukkede fora som f.eks. Dansk Hooligan Forum. White Pride har i dag ikke så stor betydning som det tidligere har haft, og flere af de tidligere aktive er nu aktive i andre organisationer på den yderliggående højrefløj.
Alderen på de yngste White Pride-medlemmer er stærkt faldende, og flere kilder i politiet mener at disse hverves aktivt blandt AGF-fans på Aarhus Stadion. [kilde mangler] Grupperingen blev i 2009/2010 infiltreret af en udefra kommende person, der bekræftede, at hvervning af helt unge finder sted på Aarhus Stadion 

## Historie
Ultra White Pride blev stiftet i 1994, efter en fodboldkamp mellem Brøndby og AGF. En mindre gruppe AGF fans blot på hjemturen enige om at starte en gruppe som kunne slå igen, og forsvare AGF udenfor grønsværen. Gruppen fik hurtigt større tilslutning og status som et såkaldt "hooligan firma", et begreb og en organisering, der har rod i den engelske fodbold hooligankultur. Samtidig slog man sig gennemgående, på en politisk og yderst højreradikal profil, hvilket skulle vise sig at få afgørende betydning de næste mange år. Gruppen består i disse år af forholdsvis få medlemmer. 
I løbet af 90'erne vokser White Pride sig større, og i hele Aarhus frygter både politiet, lokalpolitikere, dørmænd, samt civilbefolkningen i stigende grad "WP". Flere af de mest hardcore voldsmænd i gruppen, får i løbet af disse år flere domme, blandt andet for vold, da man udnytter enhver mulighed til at overfalde andre fodboldgrupperinger, venstrefløjsaktivister mfl. Samtidig knytter man stærke bånd til andre højreekstremistiske grupperinger, både i Danmark, men også i udlandet, hvor tilknytningen til engelske nazister i Combat 18 udvikler sig til gensidige venskaber, ligesom hovedparten af medlemmerne, plejer nære relationer til både svenske og tyske højrefløjsgrupperinger.[kilde mangler]
White Pride bliver af både politiet og byrådet på dette tidspunkt betegnet som en decideret magtfaktor i det aarhusianske natteliv, og man har store vanskeligheder med at kontrollere gruppen. Alt dette til trods for at gruppen er lette at identificere[kilde mangler]. Dels grundet deres udseende og tøjstil, og dels grundet deres tilholdssteder, blandt andet en række stamværtshuse i Aarhus, her i blandt Hvide Hest, som Charlotte Johannsen kan afsløre i sin erindringsbog om tiden som undercover infiltrator i det højreekstreme og nynazistiske miljø i og omkring WP i Aarhus.
Til fodboldkampene bliver White Pride også i højere grad synlige, både på Aarhus stadion til hjemmekampene, men også på udebane uanset hvor AGF spiller. I den forbindelse opleves der stigende hooligan vold i hele Danmark, og tendensen er at miljøet over hele landet er blevet større. Der bliver arrangeret slagsmål med blandt andet hooligan grupper fra Brøndby IF og FC København, som på dette tidspunkt er landets førende hooligans, og akkurat som White Pride spiller de en central rolle på "hooligan scenen", i Danmark[kilde mangler]. Da White Pride skulle have været på det højeste, vurderede blandt andet politiet, at der var  langt over 100 medlemmer tilknyttet.

### Efter årtusindeskiftet
I starten af det nye årtusinde starter en større mediestorm mod WP, hvilket udmønter sig i at hele ledelsen bliver hængt ud i flere af landets største medier, samt samtlige aarhusianske avis og lokal tv. Dette sker samtidig med at den gamle garvede kerne af White Pride hooligans er nået 30'erne, og et decideret generationsskifte finder herefter sted[kilde mangler]. Den gamle generation trækker sig helt eller delvist ud af gruppen, blandt andet får flere af medlemmerne børn. Generationsskiftet kommer meget pludseligt, og samtidig så massivt, at gruppens aktive medlemstal er i frit fald.
I de kommende år er den tidligere magtfaktor i dansk hooliganisme et spøgelse, og fodboldvolden er stort set udeblivende. Der er ikke længere nogen kerne af unge drenge, og de ældre har trukket sig, uden at rekruttere og sætte skub i en ny generation White Pride hooligans. [kilde mangler]
I 2004 bliver man igen opmærksomme på White Pride. En mindre vennekreds i alderen 18-21, ses i selskab med flere tidligere topfolk fra White Pride, hvilket resulterer i flere angreb på venstreorienterede, og den kommunistejede Cafe Oscar angribes flere gange med vold til følge[kilde mangler]. Gruppen af unge ses også til demonstrationer og optræder i stigende grad til Dansk Front arrangementer, samt som samlet gruppe til AGFs kampe, akkurat som det var tilfældet med den tidligere generation. Gruppen tæller dog stadig relativt få folk, og når i 2004 ikke op på meget mere end en kerne på 15 mand, samt en endnu mindre gruppe sympatisører. Samme år følger en artikelserie i Århus Stiftstidende og TV 2/Østjylland, hvor man har gjort sig den erfaring, at det højreradikale miljø helst ikke “tåler” for megen personopmærksomhed, noget Charlotte Johannsen bl.a. gør opmærksom på i sin bog. Bl.a. gør den højreekstreme gruppe Vederfølner meget ud af, at distancere sig fra WP udadtil selvom der er et klart overlap af personer, der går igen i de to grupperinger. Da man fra mediernes side imidlertid ikke kender de nye unge ansigter lige så godt som det var tilfældet med de tidligere White Pride-hooligans, giver dette dog ikke den samme effekt som man så ved tidligere lejlighed.[kilde mangler].
Samme år erklærer politiet i Aarhus, at White Pride er et problem for byen, hvor politimester Jørgen Illum i Aarhus udtalte til Modkraft.dk at "White Pride er et problem, vi har meget fokus på. Vi bruger ganske mange ressourcer på at holde øje med dem og situationen er helt uacceptabelt".
Gruppen vokser de næste 2 år sig større og større, blandt andet takket være enkelte personer, som den dag i dag betegnes som drivkraften i den absolutte White Pride elite[kilde mangler]. Der satses hårdt på at hverve nye unge folk, drenge helt ned i 14-15 års alderen (!) og blandt andet rekrutteres der også i de daværende medlemmers omgangskredse, i bylivet i Aarhus, samt på Aarhus Stadion. Man begynder igen at se White Pride sende store busser af sted til udebanekampe, og de bliver igen talstærke. Der udøves vold og hærværk i stigende grad, både mod politiske modstandere, og andre fodboldfans.
I løbet af 2007-2008 sker en yderligere udvikling af White Pride. Gruppen bliver mere ekstrem, og det tiltrækker endnu flere unge, og endnu er intet generationsskifte blevet aktuelt, hvorimod den inderste kerne som nu har været med i et halvt årti, bliver betragtet som "hardcore typer", som ikke skyer nogle midler for at angribe deres fjender[kilde mangler]. Dette resulterer blandt andet i et 2008, som vil stå i retssagernes tegn. Tidligere har en lang række White Pride folk været dømt for vold, men 2008 bliver uden fortilfælde.
Første tilfælde er i maj, hvor den ene af de to altafgørende ledere i White Pride anholdes, og efterfølgende varetægtsfængsles. Han idømmes senere 1 års fængsel. Blandt andet for at havde overfaldet og slået og sparket en mand med autonome relationer, overfald på en civil politibetjent, en lang række slag og spark mod flere vagter, samt at havde slået en dørmand ned, samtidig med at han havde ledet et omtalt "commando-raid" mod en restauration i det centrale Aarhus, hvor over 50 maskerede og bevæbnede White Pride medlemmer deltog. Dette bliver dog omstødt til 10 måneders ubetinget fængsel i landsretten, og efter at havde siddet fra maj til november, bliver han herefter løsladt med en reststraf på 2 uger.
Samtidig bliver en række af de unge White Pride medlemmer varetægtsfængslet for, i samvær med den anden White Pride leder, at overfalde en autonom på Aarhus Hovedbanegård og tildele adskillige spark og slag. Den autonome har efter sigende truet op til 32 individer på højrefløjen. Retten i Aarhus anerkendte også dette, og tildelte kun de tiltalte 2 måneders fængsel. Den ledende WP'er som deltog i overfaldet bliver dog sammen med en ung White Pride relateret varetægtsfængslet blot få uger efter løsladelse, efter i fællesskab med flere andre, at havde overmalet hele det centrale Aarhus med White Pride graffiti og slagord mod politiske modstandere. Samtidig varetægtsfængsles et ungt White Pride medlem for et yderst afstumpet og brutalt overfald på Clemensbro i Aarhus centrum, hvor han i ledtog med flere andre unge White Pride relaterede, er tæt på at dræbe en enkel anden ung mand, blandt andet ved at trampe hans kranium i stykker, og efterlade manden i koma og decideret livsfare. Den fængslede bliver dog senere løsladt, og det er stadig et tvivlsspørgsmål om hvem der i virkeligheden stod bag overfaldet[kilde mangler]. Senere varetægtsfængsles endnu 3 unge White Pride medlemmer, blandt andet for overfald på en somalisk kvinde, og i et andet tilfælde for grov vold omkring gruppen AK81. Flere af disse får domme på op til 4 måneders fængsel.
Gruppen er i denne periode svækket, men andre med ledende roller i White Pride overtager styringen fra de to fængslede ledere, hvilket udmønter sig i endnu en række brutale overfald på venstreorienterede, og til fodboldkampe er gruppen ligeledes særdeles aktiv, hvor de helt unge medlemmer, arrangerer flere slagsmål i Odense og Aalborg. Gruppen lader tilsyneladende ikke til at havde taget større skade af svækkelsen gennem mandefald, eller den massive mediestorm der samtidig er, hvor alle de ledende medlemmer, samt en lang række andre White Pride medlemmer hænges ud, blandt andet på flere landsdækkende avisers forsider, både med navn og billeder. Heller ikke de unge drenge synes at tage på vej over dette, og det forventede mandefald udebliver, hvorimod gruppen rettere ser ud til at stå stærkere og mere sammentømret end hidtil set. [kilde mangler]
Gruppen har gennem hele denne årrække blandt andet også profileret sig gennem flere bands, blandt andet det mest kendte af dem, "Hvid Røvfuld Band", som har udgivet adskillige cd'er og dvd'er med racistiske, anti Brøndby, og White Pride tekster. Hvid Røvfuld Band havde Bo Sommer, forsanger i dødsmetalbandet Illdisposed, som medlem i en årrække. Noget han senere har forsøgt at skjule og negligere som værende “for sjov”, selvom de brutale og afstumpede nynazistiske tekster fortæller en anden historie. 
Den tidligere elitesvømmer Charlotte Johannsen infiltrerede 2008-2009 White Pride og udgav 2010 bogen Forklædt som nazist - en Århushistorie om det. Ligeledes har Demos og Redox ved flere lejligheder offentliggjort hovedpersonerne i miljøet i og omkring WP og også her er det gentagne gange blevet bevist, at der er et tydeligt overlap i persongalleriet mellem det voldsberedte WP og det noget mere (udadtil) afdæmpede Vederfølner, en gruppe der (igen udadtil) afviser brugen af vold som politisk middel. Redox udgav bl.a. Aarhus Rapporten ‘08 der detaljeret beskriver gruppens historie, gerninger og medlemmer…